# Satyrus mihmana
Satyrus mihmana är en fjärilsart som beskrevs av Andrej Nikolajewitsch Avinoff och Sweadner 1951. Satyrus mihmana ingår i släktet Satyrus och familjen praktfjärilar. Inga underarter finns listade.